# عامر السيد عثمان
عامر السيد عثمان (1318- 1408 هـ/ 1900- 1988م) شيخ عموم المقارئ المصرية والأستاذ الذي علَّم أجيالًا فنون التجويد.

الشيخ عامر السيد عثمان في شبابه

## الولادة والنشأة
وُلد عامر السيد عثمان في قرية ملامس التابعة لمركز منيا القمح بمحافظة الشرقية، يوم الأربعاء 16 المحرَّم 1318 هـ الموافق 16 مايو 1900م. حفظ القرآن الكريم وتلقَّى القراءات على يد الشيخ عبد الرحمن سبيع وخليفته الشيخ همَّام قطب. ومن زملائه في الطلب والقراءة محمد سليمان الشندويلي شيخ قرَّاء مسجد الحسين في القاهرة.

## مشيخته
حضر الشيخ عامر إلى القاهرة، وأخذ ينهل من مَعين العلم في الأزهر ومكتبات القاهرة الواسعة، وانكبَّ على دراسة المخطوطات، واتخذ لنفسه حَلْقة بالجامع الأزهر الشريف سنة 1935م، واستعان به الشيخ محمد علي الضباع شيخ عموم المقارئ المصرية حينئذ في تحقيق المصاحف ودراستها؛ لما عُرف عنه من دقة وسَعة علم. وكان على رأس الكوكبة الأولى من أساتذة معهد القراءات بكلية اللغة العربية عند إنشائه سنة 1943م. وأُسندت إليه مقرأة الإمام الشافعي سنة 1947م.

## جهوده
أشرف على تسجيل المصاحف المرتلة والمجوَّدة في الإذاعة لكبار القراء أمثال الشيخ محمود خليل الحصري، والشيخ محمود علي البنا، والشيخ عبد الباسط عبد الصمد، والشيخ محمد صدِّيق المنشاوي، والشيخ مصطفى إسماعيل.
حقق الشيخ عامر العديد من كتب القراءات مثل "فتح القدير في شرح تنقيح التحرير"، و"شرح منظومة الإمام إبراهيم علي السمنودي"، و"لطائف الإشارات في شرح القراءات" للإمام القسطلاني شارح البخاري.
اختير شيخاً لعموم المقارئ المصرية في عام 1981م خلفًا للشيخ محمود خليل الحصري. وفي عام 1985م سافر إلى المدينة المنورة ليكون مستشارًا في مجمَّع الملك فهد لطباعة المصحف الشريف.

## وفاته
توفي عامر السيد عثمان في المدينة المنورة، يوم الجمعة 3 شوال 1408 هـ الموافق 20 مايو 1988م، ودُفن في البقيع.